# Methylmalonsäurediethylester
Methylmalonsäurediethylester ist eine chemische Verbindung aus der Gruppe der Ester der Methylmalonsäure.

## Gewinnung und Darstellung
Methylmalonsäurediethylester kann durch Reaktion von Diethylmalonat mit Natriumethoxid zur Bildung eines Enolats und dessen anschließende Methylierung mit Brommethan in Ethanol gewonnen werden.

## Eigenschaften
Methylmalonsäurediethylester ist eine brennbare, schwer entzündbare, farb- und geruchlose Flüssigkeit, die wenig löslich in Wasser ist.

## Verwendung
Methylmalonsäurediethylester kann zur Herstellung anderer Verbindungen (wie zum Beispiel Flurbiprofen) verwendet werden.